# Frederik Christian Kaas (1725–1803)

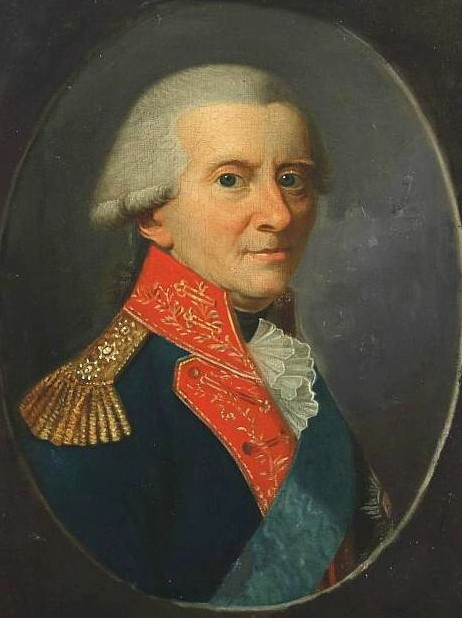
Frederik Christian Kaas.

Frederik Christian Kaas, född den 1 december 1725 på jylland, död den 18 juni 1803 i Köpenhamn, var en dansk sjömilitär. Han var kusin till Frederik Christian Kaas och far till Frederik Julius Kaas.
Kaas sändes 1770 som schoutbynacht till Medelhavet för att tukta de algeriska sjörövarna, men hade endast ringa framgång. Han blev 1772 deputerad i amiralitetet och var 1775–1784 flottans högste styresman.